# Fen Ditton
Fen Ditton – wieś w Anglii, w hrabstwie Cambridgeshire, w dystrykcie South Cambridgeshire. Leży 4 km na północny wschód od miasta Cambridge i 82 km na północ od Londynu. W 2001 miejscowość liczyła 747 mieszkańców.